# Nuestra tierra de paz
Nuestra tierra de paz es una película coproducción de España y Argentina en blanco y negro dirigida por Arturo S. Mom según guion de Henri Martinent que se estrenó el 4 de julio de 1939 y que tuvo como protagonistas a Pedro Tocci, Elsa Martínez y Emperatriz Carvajal.

## Sinopsis
Filme sobre la vida del general José de San Martín.

## Reparto
- Pedro Tocci
- Elsa Martínez
- Emperatriz Carvajal
- Salvador Arcella
- Francisco Audenino
- Pedro Bibe
- Fernando Campos
- Warly Ceriani
- Darío Cossier
- José de Angelis
- Rafael Frontaura
- Henri Martinent ...	(voz)
- Héctor Méndez
- Manuel Ochoa
- Juan José Piñeiro
- Ángel Prío
- Enrique Vico Carré
- Elvira Quiroga
- Fausto Fornoni

## Comentarios
Calki escribió sobre el filme:

"Espíritu y realización dignos....evocación hecha sobre base documental desgranada en láminas."

Por su parte Ulyses Petit de Murat opinó en Sombeas y sonidos:

"En el fondo...nos vuelve a la atmósfera cálida de Grosso "grande"....San Martín habla desde su pedestal. No lo vemos nunca postrado, si no es para morir."